# Pteris dactylina
Pteris dactylina är en kantbräkenväxtart som beskrevs av William Jackson Hooker. Pteris dactylina ingår i släktet Pteris och familjen Pteridaceae. Inga underarter finns listade.